# Batalla de Oltu
La Batalla de Oltu (Batalla de Olti siguiendo la denominación rusa) fueron en realidad dos enfrentamientos entre las fuerzas de la República Democrática de Armenia y las del Movimiento nacional turco en el distrito de Oltu, en Georgia. El primero tuvo lugar del (18 de junio al 25 de junio de 1920) y el segundo del 3 al 5 de septiembre de 1920.

## Situación prebélica
Tras su derrota en la Primera Guerra Mundial, el Imperio ruso se había hecho pedazos y estaba inmerso en una fratricida guerra civil. Georgia y Armenia se habían secesionado del mismo. El Tratado de Sèvres, que estableció las nuevas fronteras del Imperio otomano aún no había sido firmado. El distrito de Oltu, conocido entonces como Ardahan-Olty, había sido parte de Rusia desde 1878 dentro del Óblast de Kars, y anteriormente lo fue del otomano Valiato de Erzurum. Cuando Georgia proclamó su independencia del Imperio Ruso el 26 de mayo de 1918 asumió de iure la autoridad sobre dicho distrito. La República de Armenia nació el 28 de mayo de 1918.

## Primera batalla
La República Democrática de Georgia no pudo mantener el control de su provincia más occidental -el distrito de Oltu- que fue asumido por señores de la guerra turcos. Las tribus turcas locales habían tenido diversas escaramuzas con tropas fronterizas armenias y, como consecuencia, el comandante local armenio envió una expedición de castigo al distrito de Oltu. El 18 de junio de 1920 las tropas armenias invadieron el distrito, pero fueron rechazados antes de alcanzar la ciudad de Oltu y regresaron a Armenia.
Entretanto se firmó el Tratado de Sèvres, que reconoció la existencia del estado de Armenia, pero asignándole mucho menos territorio que el propuesto originalmente por el presidente norteamericano Wilson.

## Segunda batalla
En agosto, el gobierno armenio ordenó la ocupación de parte del distrito de Oltu. Usando este hecho como excusa, el general turco Kazım Karabekir tomó el mando de cuatro batallones, se dirigió al distrito el 3 de septiembre y expulsó a los armenios. El 20 de septiembre, Karakebir penetró en territorio armenio, lo que motivó que el gobierno de Armenia declarara la guerra a Turquía cuatro días más tarde.
- Datos: Q4808216